# Виктор Прјажњиков
Виктор Романович Прјажњиков (рус. Виктор Романович Пряжников; Електростаљ, 23. децембар 1933 − Москва, 17. април 2008) некадашњи је совјетски и руски хокејаш на леду који је током каријере играо на позицијама централног нападача. Заслужни је мајстор совјетског спорта и члан Куће славних совјетског и руског хокеја од 1991. године. 
Као члан сениорске репрезентације Совјетског Савеза учествовао је на ЗОИ 1960. у Скво Валију када је совјетски тим освојио бронзану медаљу. За репрезентацију је играо и годину дана раније на светском првенству 1959. када је освојена сребрна медаља. 
Готово целокупну играчку каријеру провео је у редовима клуба Крила совјетов са којима је освојио совјетско првенство 1957. године. У совјетском првенству одиграо је преко 400 утакмица и постигао 180 голова. 